# Eryngium fernandezianum
Eryngium fernandezianum là một loài thực vật có hoa trong họ Hoa tán. Loài này được Skottsb. mô tả khoa học đầu tiên năm 1914.